# Otto van Aquitanië
Otto of Odo van Aquitanië (circa 1010 - Mauzé, 10 maart 1039) was van 1032 tot aan zijn dood hertog van Gascogne en van 1038 tot aan zijn dood hertog van Aquitanië en graaf van Poitou. Hij behoorde tot het huis Poitiers.

## Levensloop
Otto was de oudste zoon van hertog Willem V van Aquitanië uit diens tweede huwelijk met Brisca, dochter van hertog Willem II van Gascogne.
Hij werd beschouwd als de erfgenaam van zijn kinderloze oom Sancho Willem en groeide daarom op in Gascogne. In 1032 volgde Otto zijn oom als hertog van Gascogne. Het is echter niet zeker of hij vanaf dat jaar bestuurde; ene Berengarius, vermoedelijk een familielid van Sancho Willem, trad tot 1036 op als graaf van Gascogne, waarbij niet erg duidelijk is of hij zelfstandig regeerde dan wel als regent van Otto.
In 1038 volgde Otto zijn overleden halfbroer Willem VI op als hertog van Aquitanië en graaf van Poitou. Zijn rechten op Poitou werden echter bestreden door zijn stiefmoeder Agnes van Mâcon en zijn halfbroer Willem VII. Otto sneuvelde in maart 1039 in een veldslag nabij Mauzé en werd bijgezet in de Abdij van Maillezais. In Aquitanië en Poitou werd hij opgevolgd door zijn halfbroer Willem VII en in Gascogne door zijn schoonbroer Bernard II van Armagnac.